# 莱斯特郡
萊斯特郡（英語：Leicestershire，英文簡稱：Leics，讀音：'lɛstəʃə(r) /'lɛstəʃɪə(r)/ⓘ），英國英格蘭東米德蘭茲的郡。2002年，保護植物慈善机构植物生活（Plantlife）选了毛地黃（Foxglove）作為萊斯特郡郡花。格倫菲爾德是行政總部。以人口計算，萊斯特是第1大（亦是唯一一個）城市、第1大自治市鎮（Borough）；查恩伍德是第2大自治市鎮；拉夫伯勒是第1大鎮（Town），欣克利是第2大鎮。
萊斯特郡是34個非都市郡之一，實際管轄7個非都市區，佔地2,083平方公里（第26），有635,000人口（第17）；如看待成48個名譽郡之一，它名義上包含多1個單一管理區─萊斯特，佔地增至2,156平方公里（第28），人口增至924,700（第21）。

## 行政區劃

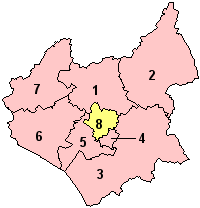
1. 查恩伍德
2. 梅爾頓
3. 哈伯勒
4. 奧德比-威格斯頓
5. 布萊比
6. 欣克利-博斯沃思
7. 萊斯特郡西北
8. 萊斯特（單一管理區）

萊斯特郡是非都市郡，實際管轄7個非都市區：查恩伍德（Charnwood）、梅爾頓（Melton）、哈伯勒（Harborough）、布萊比（Blaby）、欣克利-博斯沃思（Hinckley and Bosworth）、萊斯特郡西北（North West Leicestershire）、奧德比-威格斯頓（Oadby and Wigston）；如看待成名譽郡，它名義上包含多1個單一管理區：萊斯特。

## 地理
下圖顯示英格蘭48個名譽郡的分佈情況。萊斯特郡東北與林肯郡相鄰，東與拉特蘭郡相鄰，東南與北安普敦郡相鄰，西南與沃里克郡相鄰，西與斯塔福德郡相鄰，西北與打比郡相鄰，北與諾丁漢郡相鄰。

## 教育

### 大学
- 拉夫堡大学
- 莱斯特大学
- 德蒙福特大学

## 交通
- 东密德兰机场

在萊斯特郡與隔鄰的諾丁漢郡之間存在一條史蹟鐵路（Heritage railway）──大中央鐵路（Great Central Railway，GCR）──今日的GCR仍然使用老舊的蒸汽机关车載運遊客，是英國境內唯一一條擁有雙線配置的標準軌史蹟鐵路，也是郡內的旅遊名勝之一。